# Perissolestes magdalenae
El caballito escorpión de Magdalena (Perissolestes magdalenae) es una especie de caballito del diablo perteneciente al género Perissolestes de la familia Perilestidae, de distribución centro y sudamericana. Fue descrita por Williamson & Williamson en 1924 utilizando especímenes colectados en el Valle del Río Magdalena, Colombia. Previamente se le clasificó dentro del género Perilestes, hasta que 17 años después el entomólogo C. H. Kennedy la reclasificó dentro del género Perissolestes, debido a la particular venación de sus alas. El conocimiento que se tiene de esta especie está basado en pocos individuos colectados en la primera mitad del siglo XX, por lo que grandes aspectos de su biología son aún desconocidos. Los últimos trabajos publicados de esta especie, se han limitado a la descripción de sus etapas tempranas y a determinar su distribución. Estudios recientes con datos tanto morfológicos como moleculares sugieren que Perilestidae en realidad pertenece a la familia Synlestidae.

## Descripción

### Náyade
El delicado cuerpo de la náyade es café oscuro con una línea medio dorsal leonada, sin embargo la coloración es más evidente sólo en la parte ventral de la cabeza, en el tórax y en los segmentos I a III del abdomen. Posee una cabeza subtriangular con antenas largas y delgadas compuestas de siete articulaciones. Tiene patas largas con un patrón de color intercalado de anillos café claro y oscuro. La envoltura de las alas se llega a extender hasta el segmento IV. Las gonapófisis del macho no alcanzan el margen posterior del segmento IX del abdomen, y las de las hembras a penas sobrepasan el segmento X. No obstante, las características que identifican a esta náyade fácilmente son las quillas laterales que presenta en los segmentos abdominales I-IX, y los puntos claros sobre las branquias café oscuro laterales, más largas que la branquia central. Sin embargo, la falta de las espinas dorsales en el cuarto segmento abdominal de náyades de la misma especie, pero originarias de Panamá, sugiere que la morfología de las náyades puede variar dependiendo de su distribución geográfica. Esta variación morfológica en los extremos de su distribución, tal vez pudiera ser explicada por un grado de conectividad interpoblacional bajo.

### Adulto
Es importante mencionar que la característica que distingue entre el género Perilestes y Perissolestes es que la tercera ramificación de la vena media del ala surge tres celdas antes del pterostigma, mientras que el primero, posee esta ramificación una celda después del pterostigma. Es evidente esperar que esta característica ramificación esté en P. magdalenea. 
El patrón de coloración en la mayoría de las partes del cuerpo es diferente entre el macho y la hembra, sin embargo hay algunas en las que ambos lo comparten. Es el caso de la cabeza, en la que se encuentra un labio pálido, los ápices del lóbulo mediano, del gancho final y del gancho móvil sombreados más oscuro, el labrum y el posclípeo negro y el anteclipé de un verdoso o marrón pálido y opaco.

### Macho
El macho de P. magadalenae mide aproximadamente 56 mm de punta a punta, su abdomen mide 49-52.5 mm, su ala trasera mide 23-25 mm, el pterostigma del ala trasera mide 1.27-1.40 mm, y el apéndice abdominal 1.5-1.6 mm.
El protórax con color marrón pálido arriba, estrechándose en el lóbulo frontal, los lados son pálidos, el proepimerón mayormente marrón pálido, y en la borde posterior con lóbulos rectos, con el mediano y los laterales no tan evidentes.
El tórax es negro apagado en la parte superior. La carina medio dorsal apenas es marrón apagado, y tiene una leve línea ante-humeral verdosa o amarillenta pálida que no alcanza el seno superior ante-alar, y projectada a través del protórax hacia abajo, aproximadamente 0.3 mm de ancho en la parte más ancha de la línea. El mesepimerón es en gran parte marrón pálido, con la misma línea a través de él hasta llegar al mesinfraespisternum. El metepisternum es en gran parte de color amarillo pálido o color carne, excepto de arriba, donde una ancha banda negra sutil en la segunda sutura lateral lo cruza y no llega a unirse al negro que envuelve al mesepimerón. El metepimerón es de color pálido como el metepisternum, excepto donde el área pálida es invadida por el la ancha banda negra en la segunda sutura lateral, que es un área limitada de oscuro a negro pálido arriba y abajo. En el borde posterior de la carina latero-ventral apenas se aprecia el color negro pálido. La franja negra apagada en la segunda lateral se sigue a través del metinfraepisternum dejando sólo su ángulo inferior de tono pálido. El metasternum de color negro pálido, tiene un área mediana longitudinal de ancho variable desde la altura del ángulo de la carina latero-ventral hasta cerca del ápice del metasternum. La lámina mesostigmal es baja, casi recta, con una concavidad corta y poco profunda antes de su extremo inferior.
La coxa es pálida, con un área triangular oscura en la cara anterior de la tercera pata, y la posterior de la segunda y la tercera en donde es en gran parte negra.  El fémur es negro con una mancha pálida anteapical en el de las tres patas que se extiende desde la coxa hasta casi la punta. La tibia es negra con la superficie anterior pálida.
La venación del ala es negra, con las venas principales sombreadas, casi blancas en la base, especialmente en la superficie ventral. El pterostigma es negro en adultos y marrón en tenerales.
En la parte dorsal del abdomen se aprecia al segmento 1 con una gran mancha marrón basal mediana cuadrada que alcanza aproximadamente dos tercios de la longitud del segmento, estrechamente separada de un área marrón apical que se une al anillo apical de marrón oscuro o negro, al segmento 2 marrón oscuro pálido excepto en la base y en una franja pálida longitudinal media dorsal, que no alcanza el ápice, al segmento 3 con una base pálida, seguido de un área ligeramente más oscura, seguida de un área pálida ligeramente más extensa, que se oscurece posteriormente en un área oscura casi o bastante negra en el centro, que ocupa aproximadamente un tercio o un poco menos del segmento, y que se desvanece posteriormente en un área pálida casi igual en extensión al área pálida que la limita anteriormente; esta área pálida se oscurece posteriormente en un área negra más extensa que llega al ápice. 4-7 similar a 3 pero el área basal pálida (un área lisa que carece de estrías transversales diminutas) es apenas más pálida que el área oscura que le sigue, el área oscura mediana grande es relativamente más extensa y el área pálida ante-apical que la separa del negro apical se reduce progresivamente de 4 hasta que ha desaparecido bastante en 6; el área pálida pos-basal tiene aproximadamente la misma extensión en cada uno de los segmentos 3-7; 8-10 negro.

### Hembra
El abdomen de la hembra mide 46 mm, el ala anterior mide 26-27 mm, el pterostigma del ala anterior 1.47-1.50 mm, y el apéndice abdominal 0.35-0.40 mm.
El protórax es en gran parte pálido, con una franja longitudinal mediana de color marrón pálido y con el proepimerón en gran parte marrón. El dorso del lóbulo posterior, contra el borde posterior, está elevado formando una columna erecta, aguda, mediana de aproximadamente 0.5 mm de largo. El margen lateral del borde posterior bastante prominente, con el ángulo supero-lateral de unos 90°.
El tórax tiene un patrón de color similar al del macho, pero el negro se reemplaza por marrón rojizo oscuro, excepto un borde a penas negro de la franja pálida de área medio dorsal, y la franja en la segunda sutura lateral que permanece clara y notablemente negra. La carina ventro-lateral y el metasternum son completamente pálidos, excepto por el mero rastro de una línea marrón en la sutura media desde la tercera coxa hasta el ángulo de las carinas latero-ventrales. La lámina mesostigmal baja, con el borde casi uniformemente curvado.
Las coxas son pálidas, con una pequeña área oscura en la cara anterior de la tercera. Los fémures son en gran parte pálidos, oscuramente más oscuros arriba, negros debajo y en el ápice. Las tibias son pálidas, pero la primera tibia a penas rayada arriba y toda oscura debajo.La venación alar y el pterostigma similares a los del macho.
Los segmentos abdominales 1-6 tienen un patrón similar al del macho pero con el área oscura media de 4-6 más pálida, la más oscura inmediatamente después del área pálida pos-basal, en 6 apenas más oscura que el área pálida ante-apical; el área pálida pos-basal en 4-7 se reduce ligeramente en área en su parte dorsal pero no en su parte ventral inferior en comparación con el macho y el área oscura apical se vuelve progresivamente más pálida posteriormente, por lo que es marrón en lugar de negro en 6. En el 7 es marrón rojizo, con las áreas pálidas pos-basales ampliamente separadas en la línea media. Los segmentos 8-10 con negro arriba, y en 9 reducido a una barra longitudinal mediana bien definida de aproximadamente 0.8 mm de ancho basalmente que se ensancha lateralmente a aproximadamente dos tercios de la longitud del segmento, y pasa a marrón en los lados, terminando en el ápice en aproximadamente la mitad del segmento; esta barra negra está limitada basalmente a ambos lados por una gran mancha lateral azul claramente definida. Los lados del 9 son en su mayoría azules, el borde ventral en la mitad de la longitud es estrechamente negro. Desde ese punto el negro ventral se ensancha en ambas direcciones hacia la base y el ápice dando una forma circular al borde inferior de la mancha lateral azul. El esternón del 1 es en gran parte pálido, del 2 es en gran parte negro, y del 8 es en gran parte pálido (tal vez azul en vida libre). Los apéndices son marrón pálido, con negro en el ápice extremo, aplanado en forma de cono agudo. Los estilos valvulares están en su punto de unión aproximadamente al nivel del vértice del segmento 10. La vellosidad basal de los estilos valvulares se extiende más allá de la mitad del apéndice.

## Hábitos y comportamiento
Se ha encontrado a las larvas entre hojas y ramas caídas acumuladas en meandros y pequeñas corrientes (<2 m de anchura) que atraviesan la selva alta perennifolia. Se les ha observado perchados en ramas de sitios oscuros cerca de riachuelos que atraviesan bosques tropicales primarios. Se desconocen los hábitos de los adultos de P. magdalenae, pero se sabe que comparten hábitat con géneros de caballitos del diablo característicos de ese clima como Argia, Cora, Heteragrion y Hetaerina. Se les ha observado descansando con el abdomen colgando, las alas medio extendidas, y con los últimos cuatro segmentos abdominales a menudo enroscados sobre la espalda. En vuelo rápido, "arrastran" el abdomen. Ambos sexos vuelan hasta al menos las 1600 horas, hasta que el sitio oscurezca. Siempre descansan con el abdomen colgando pero el vuelo es fuerte. Los machos frecuentemente flotan de frente. En reposo, son fácilmente atrapados con los dedos. En cópula, la hembra cuelga de su sitio de percha, y el macho se posa en el ápice de su abdomen y camina hacia su cabeza, que él sostiene con los pies mientras sujeta sus apéndices. Luego, llena su vesícula seminal, pateando vigorosamente a la hembra alrededor de la cabeza con su patas traseras mientras lo hacía. La cópula continúa inmediatamente, y luego la vesícula seminal se llena de nuevo, con más "patadas".

## Distribución
P. magadalenae se ha observado habitando en México, Guatemala, Belice, Costa Rica, Panamá, Colombia, Honduras, Guyana francesa, y Perú.